# Batman Begins (jogo eletrônico)
Batman Begins é um jogo eletrônico lançado em 14 de junho de 2005, um dia antes do lançamento de Batman Begins. Foi desenvolvido pela Eurocom e publicado pela Electronic Arts em conjunto com a Warner Bros. Interactive Entertainment e DC Comics. Foi lançado para os consoles Game Boy Advance, GameCube, PlayStation 2 e Xbox.
Uma versão  do jogo para o PlayStation Portable foi planejada, mas posteriormente cancelada. Uma sequência, Batman: The Dark Knight, foi desenvolvida para o PlayStation 3 e Xbox 360, mas depois cancelada.

## Sinopse
Batman Begins, lançado juntamente com o filme de mesmo nome, é um jogo de aventura com alguns elementos de ação tática. Seguindo a história do filme, o jogador acompanha o super-herói através de sua formação em combate até o desfecho de sua primeira jornada, em Gotham City.

## Jogabilidade
O título mistura elementos de diversos gêneros, como a furtividade típica de Splinter Cell e a pancadaria de jogos de super-heróis com alguns quebra-cabeças. Apesar disso, a jogabilidade é bastante simples e unidirecional, com o próprio jogo indicando as diversas ações a serem tomadas. O sistema de combate possui vários auxílios e apresenta cenas pré-estabelecidas depois que uma seqüência de movimentos é executada. Uma peculiaridade é o sistema de intimidação existente, onde determinadas ações como explodir barris ou derrubar caixas desestabilizam o inimigo e são especialmente necessárias contra aqueles que possuem armas de fogo.
Um ponto alto é a apresentação do jogo. Os cenários são variados e os personagens extremamente parecidos com seus equivalentes do filme. Com gravações de voz feitas pelos próprios atores da telona e uma trilha sonora interessante, o som do jogo é bastante agradável.
Os extras se fazem presentes em grande número. O jogador pode destravar entrevistas e galerias de fotos após um certo tempo de jogo, além de diversos itens adicionais.

## Personagens
- Batman/Bruce Wayne
- Ra's Al Ghul
- Espantalho
- Carmine Falcone
- Rachel Dawes
- Alfred Pennyworth
- Lucius Fox
- Jim Gordon

## Ligações Externas
- Batman Begins no MobyGames
- Batman Begins. no IMDb.